# Bryum hyalodontium
Bryum hyalodontium là một loài rêu trong họ Bryaceae. Loài này được Müll. Hal. & Kindb. Müll. Hal. mô tả khoa học đầu tiên năm 1900.